# 傑拉爾德·詹姆斯·圖默
傑拉爾德·詹姆斯·圖默（英語：Gerald J. Toomer，生於1934年11月23日）是天文學和數學的歷史學家，撰寫了許多關於古希臘和中世紀伊斯蘭天文學的書籍和論文。特別是，他將托勒密的「《天文學大成》」翻譯成英文。
曾是科珀斯克利斯蒂學院，劍橋大學，在1959年，他以特殊學生的身份轉學至布朗大學，學習「古代數學史以及這些系統通過阿拉伯語傳播到中世紀歐洲」。 他於1963年加入數學史系，1965年成為副教授，並於1980年至1986年擔任系主任。

## 部分作品
- 戴可利斯（英語：Diocles (mathematician)）：古希臘數學家，著有「《論凸透鏡》」（英語：On Burning Mirrors，在燃燒的鏡子上）。希臘語的原文失落，由傑拉爾德·詹姆斯·圖默從阿拉伯語翻譯成英文並和評論。施普林格，柏林，海德堡，紐約，1976年（《數學和物理科學史》的資料來源，1）ISBN 3-540-07478-3。
- 阿波羅尼斯（英語：Apollonius of Perga）：古希臘數學家，天文學家。著有《圓錐曲線論》八卷，《論切觸》（Ἐπαφαί），等等。他從 Banū Mūsā 版本中失傳的希臘文原文的阿拉伯語譯本的《圓錐曲線論》第五卷至第七卷翻譯成英文。共兩卷，由傑拉爾德·詹姆斯·圖默翻譯和評論。施普林格，紐約，柏林，海德堡，施普林格（《數學和物理科學史》的資料，9）ISBN 3-540-97216-1。
- 從阿拉伯文翻譯「失傳的希臘數學著作」：「英語：，羅馬化：The Mathematical Intelligencer」，第6卷，1984年，第32-38頁。
- 「托勒密的《天文學大成》」：由傑拉爾德·詹姆斯·圖翻譯和註釋。達克沃斯，倫敦和施普林格，紐約，1984年ISBN 0-387-91220-7。修訂版，普林斯頓大學，1998 ISBN 0-691-00260-6。
- 在「喜帕恰斯和巴比倫天文學」：埃爾·萊希蒂、瑪麗亞·德·埃利斯、帕梅爾·傑拉爾迪：「科學人文主義者：紀念亞伯拉罕·薩克斯的研究」。費城：撒母耳·諾亞·克萊默基金會的偶爾出版物，9，1988 年。
- 「東方的智慧和學習。17世紀英國的阿拉伯文研究。」： 牛津大學出版社，1996年。
- 「約翰·塞爾登的學術生活」。牛津大學出版社，2009年。

## 外部連結
- Gerald J. Toomer在數學譜系計畫的資料。
- History of the History of Mathematics Department 的存檔，存档日期4 August 2021. at Brown University